# اردو (شهر)
اردو (به ترکی استانبولی: Ordu) شهری است در کشور ترکیه که در استان اردو واقع شده‌است. جمعیت این شهر بر اساس سرشماری سال ۲۰۰۸ میلادی ۱۳۲٬۲۸۰ نفر و بر اساس برآوردهای سال ۲۰۰۹ میلادی ۱۳۵٬۸۷۸ نفر می‌باشد.